# Ascorhynchus levissimus
Ascorhynchus levissimus là một loài nhện biển trong họ Ascorhynchidae. Loài này thuộc chi Ascorhynchus. Ascorhynchus levissimus được miêu tả khoa học năm 1908 bởi Loman.